# 挚爱 (专辑)
《摯愛》是張信哲的第十七張個人大碟，也是他在科藝百代時期的最後一張國語專輯，於1997年張信哲30歲生日前一天發行。本張專輯發行完後張信哲與百代的合約期滿，轉投新力音樂。

## 簡介
這張專輯與之前的兩張百代發行的國語大碟一樣都屬張信哲的巔峰作品，而摯愛的曲風尤其特別，薛忠銘包辦了10首歌中7首的製作，而張信哲本人首次參與到了製作就是3首歌曲。整張專輯充斥了柔美而又復古的曲風，編曲方面大量運用了弦樂以及薩克斯，加上30歲時的最佳嗓音使其成為了一代經典唱片，《用情》、《受罪》和《快樂》等幾首單曲也成為了經久不衰的傳唱曲目。《用情》的MV選在上海取景，其“老上海”的畫面令觀者印像深刻，橫跨在蘇州河的外白渡橋作為MV中重要景觀，音樂錄影帶的最後張信哲的父親也扮演了其主角的老年時期出現在鏡頭前做出了打傘轉身的動作。另外，此次專輯很特別的所有曲目都運用了兩個字的歌名，之前唱片中王菲1994年的專輯的《天空》中首先出現過這個特色情況。

## 曲目
| 曲序 | 曲名      | 作曲                           | 作詞   | 編曲        | 注釋                              |
| 01   | 用情      | 薛忠銘                         | 陳家麗 | 塗惠元      | 第一主打                          |
| 02   | 背叛      | 張信哲                         | 王中言 | 王豫民      | 第三主打                          |
| 03   | 多想      | Dick Lee                       | 姚謙   | 梁伯君      | 第四主打                          |
| 04   | GOOD LOVE | 葉良俊                         | 熊儒賢 | 王繼康      | 粵語曲名為《祈禱》                |
| 05   | 放手      | 薛忠銘                         | 黃桂蘭 | 王豫民      | 第六主打                          |
| 06   | 受罪      | 薛忠銘                         | 王中言 | 洪敬堯      | 第二主打 中視劇場《姻緣花》片尾曲 |
| 07   | 改變      | 許華強                         | 孫維君 | 王繼康      |                                   |
| 08   | 等你      | 郭子                           | 林夕   | 王豫民      |                                   |
| 09   | 快樂      | Robert Seng                    | 林夕   | Robert Seng | 第五主打 粵語曲名為《你如何失戀》 |
| 10   | 遊戲      | Frank Musker Richard Arbyshire | 陳衍利 | 王繼康      |                                   |

## 唱片版本
- CD版

1. ↑  . 新京报.   [2020-05-18]. （原始内容存档于2020-06-02）.